# (20879) Chengyuhsuan
(20879) Chengyuhsuan (2000 VJ55) – planetoida z grupy pasa głównego asteroid okrążająca Słońce w ciągu 3,5 lat w średniej odległości 2,3 j.a. Odkryta 3 listopada 2000 roku.